# قفل هوشمند

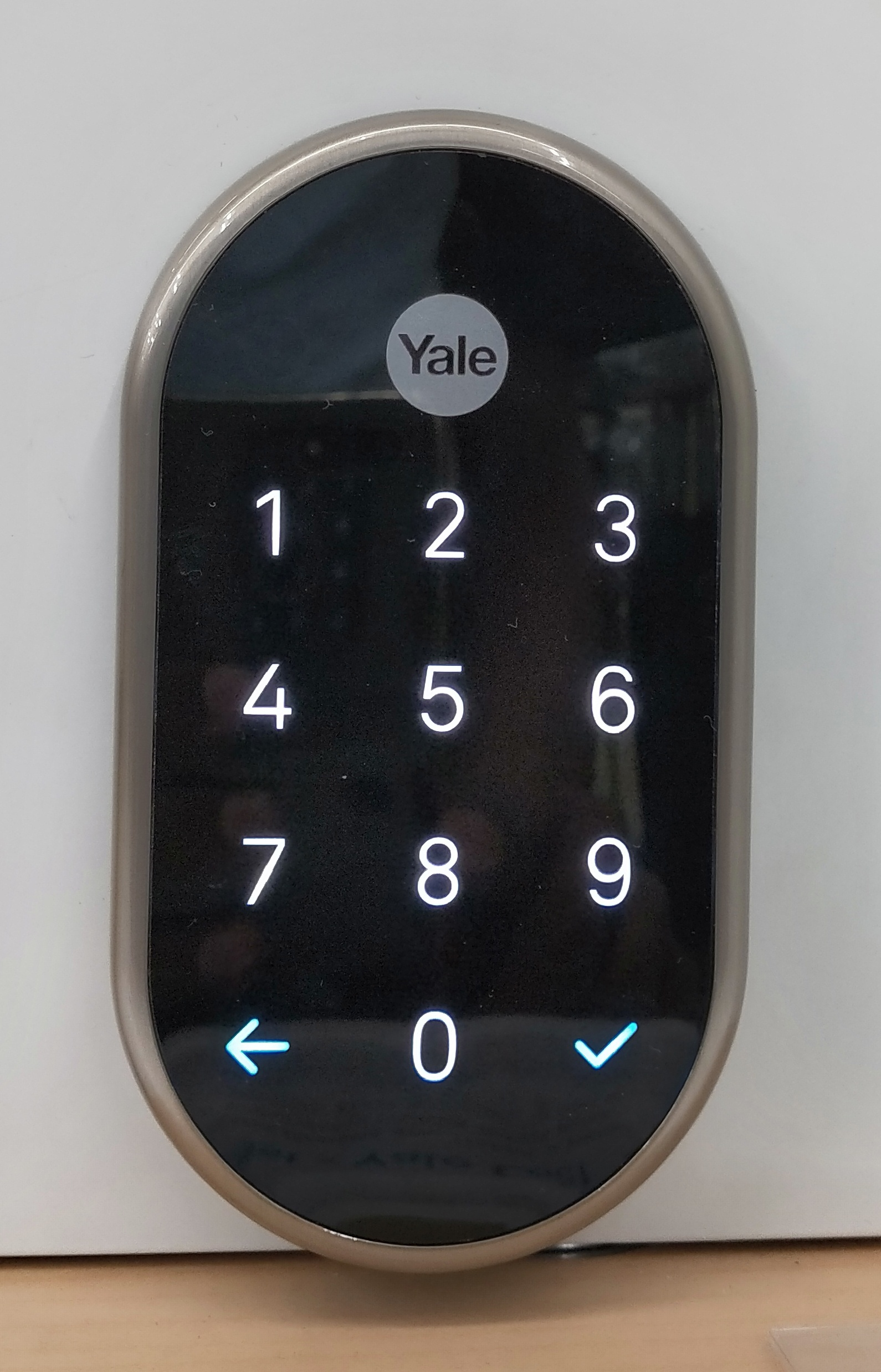
قفل هوشمند

قفل هوشمند (انگلیسی: Smart lock) که در ایران از آن به‌عنوان قفل دیجیتال یاد می‌شود، یک قفل الکترومکانیکی است که با هدف انجام عملیات قفل کردن و بازنمودن قفل در درب‌های هوشمند، طراحی شده‌است. استفاده از قفل هوشمند و قفل دیجیتال درب برای افزایش امنیت و راحتی و جلوگیری از ورود سارقان خیلی مفید است. قفل الکترومکانیکی یکی از مهم‌ترین پیشرفت‌های تکنولوژی در عصر جدید به‌حساب می‌آید که استمرار پایدار امنیت و آرامش چه در منزل و چه در محل کار را برای شما به ارمغان آورده است که با استفاده از آن می‌توانید امکان ورود و خروج افراد به منزل یا محل کار را کنترل کنید. قفل‌های هوشمند اغلب بر روی قفل‌های مکانیکی (انواع ساده قفل‌های سنتی) نصب می‌شوند و از لحاظ فیزیکی، قفل معمولی را ارتقا می‌دهند. این قفل‌ها مانند قفل‌های سنتی، از دو بخش اصلی تشکیل می‌شوند: قفل و کلید، با این تفاوت که در قفل‌های هوشمند، کلید فیزیکی نمی‌باشد، بلکه یک گوشی هوشمند یا یک کلید الکترونیکی برای این منظور پیکربندی شده‌است که به صورت بی‌سیم انجام احراز هویت مورد نیاز برای بازکردن قفل فیزیکی درب را، انجام می‌دهد. قفل‌های هوشمند اغلب بخشی از یک اتوماسیون خانگی می‌باشند. در واقع این نوع قفل‌ها با استفاده از جریان الکتریک عمل می‌کند.

## تاریخچه قفل و قفل الکترومکانیکی
قدیمی‌ترین قفلی که به دست آمده است، قفلی است که در ویرانه خرساباد در نزدیکی نینوا پیدا شده است و حدود 4 هزار سال قدمت دارد. البته برخی ساخت قفل درب را به بیش از شش هزار سال پیش در مصر می‌دانند. بعضی‌ها هم‌ ساخت قفل و کلید فلزی به رومیان نسبت داده‌اند. رفته رفته قفل‌سازی پیچیده‌تر و قوی‌تر شده است. قفل‌سازان آلمانی در این کار تبحر خاصی داشتند. اولین بار قفل طرح جدید را رابرت بارون و جوزف برامه در دهه 1780 میلادی در انگلستان ساختند. بعدها  در سال 1857 جیمز سارجنت اولین قفل ترکیبی جهان با رمز قابل تغییر را ارائه کرد. قفل استوانه‌ای را لینوس یل جونیور در سال 1865 میلادی در آمریکا ساخت. اما با گذشت زمان قفل‌ها از مکانیکی به هوشمند سازی گرایش پیدا کردند. در حال حاضر عمده کشورهای که این قفل‌های الکترومکانیکی تولید می‌کنند، کره جنوبی، سوئد، ایتالیا، آمریکا، چین و... می‌باشند.

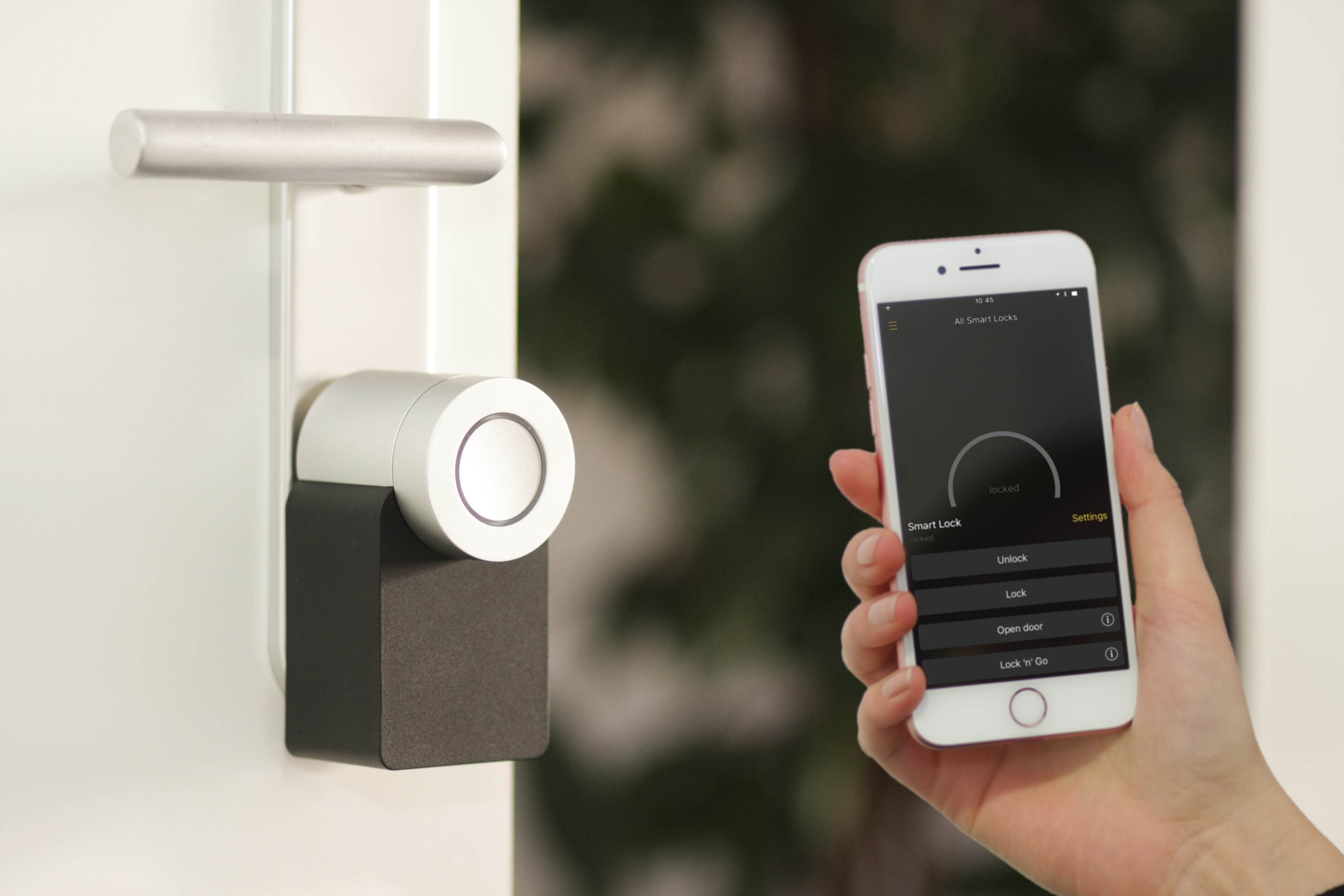
قفل هوشمندی که با اپلیکیشن گوشی کنترل می‌شود

### مزایای قفل هوشمند
- با وجود این مدل از قفل‌های هوشمند شما دیگر به کلید نیازی ندارید: در واقع کلید شما کد شماست و کد شما در امن‌ترین مکان یعنی در ذهن شماست.
- این مدل قفل‌های الکترومکانیکی دارای سیستم‌های امنیتی پیشرفته‌ای از جمله، ضد سرقت، ضد شوک، مجهز به سیستم اعلام حریق، مجهز به قفل امنیتی، امکان کنترل از راه دور، مدیریت ورود و خروج و ... می‌باشند که امنیت محل زندگی و یا کسب‌وکار شما را افزایش می‌دهند.[۹]
- غیرقابل نفوذ هستند؛ با وجود این قفل‌های الکترومکانیکی دیگر نیازی نیست نگران ورود سارقان، به خانه و محل کار خود باشید. زیرا راه نفوذ به ساختمان، آپارتمان و محل کار شما را غیرممکن خواهد کرد. به‌طور کلی، برای بهبود امنیت فضای منزل با قفل هوشمند نباید هیچ‌گونه نگرانی بابت نفوذ سارقان به داخل خانه را داشته باشید.[۱۰]

### معایب قفل‌ هوشمند
- از لحاظ هزینه پرداختی قفل‌های هوشمند به دلیل امکانات بسیار بیشتر و امنیت بالاتر، نسبت به قفل‌های مکانیکی گران‌تر هستند.
- به منبع تغذیه یا باتری نیاز دارند. البته لازم است یادآوری شود که حدود یک ماه قبل از پایان شارژ باتری مکرر برای تعویض باتری هشدار خواهد داد.

- نصب این نوع قفل نیاز به دانش کافی دارد و حتما باید متخصص آن را نصب کند. معمولا در صورت نصب قفل توسط صاحب خانه و به وجود آمدن مشکلی بدین بابت، خدمات پس از فروش به این قفل هوشمند تعلق نمی‌گیرد.[۱۱]
- در قفل هایی که به موبایل وصل شده اند اگر گوشی موبایل خود را همراه نداشته باشید برای باز کردن قفل به مشکل میخورید.